# ヒロノツトムの走れタコ
ヒロノツトムの走れタコ!（ヒロノツトムのはしれタコ）は、2005年頃からラジオ関西で放送されている深夜番組。
2024年1月現在の放送時間は月曜日の21:00から21:15。

## 番組の概要
- 小林旭の声帯模写を行うタレントのヒロノツトムが、彼の仲間とともにトークや歌を繰り広げていく。
- 収録は原則2週録り。不定期でスタジオサルパ（ヒロノツトムのブログ上では「101スタジオ」となっている）にて収録をする事があり、事前に申し込みをすれば見学も可能。収録日時はヒロノツトムのブログを参照。
- 番組テーマ曲は、パチンコ台を題材にしたヒロノツトムが歌う「走れタコ！」。
- マガジンハウス社の雑誌BRUTUS2009年3月1日号に掲載された「MahoとBOOのニッポン全国ラジオお取り寄せ便」にて、M.C.BOOが選ぶ全国ローカル放送ベスト1に選出された。

## 番組コーナー
- ヒロノツトムの歌とトークのコーナー。ゲストを迎えることがある。
山口ひろみ、江藤博利、幸田和也、五条哲也、他
- みぶ真也のラジオドラマ「不思議ものがたり/みぶ真也の深夜のみぶ」
- 青木あきの「あんな話、こんな話、どんな話」
- 佐々木康二の"税を極めて、今宵はジャズで"
- 紅しょうがの"銀河の彼方へ"
- はるちゃんの「祇園精舎の鐘の声」
- 鷹野和美の「心も体も健康に」
- 越智信行の「366日の健康を」
- 勝呂誉の「銀座浪漫」
- 渋谷天外の「奇想天外」
- ヒロノツトムのアキラ節コーナー
- エンディング

以上をメインにしながら、下記コーナーが不定期に入る。
- 連続ラジオドラマ「どんどん」。大阪のうどん屋「どんどん」を舞台にした人情喜劇。
- ヨネパパ（ミュージシャン米倉利紀の父）&ヨネ友の「OK！大丈夫」。
- ピアニスト松本光史のピアノコーナー。
- 兆万次郎　岡田榮一の古書および古書店の紹介コーナー。
- 劇団ヒポポクラテス共演の特番ドラマ「居酒屋とんぼ」「はしタコ老人クラブ」他
- カルロッタの真夜中ラジロッタ